# Акторський дім «Колібрі»
Акторський дім «Колібрі» - ляльковий театр, який працює у місті Зарайську Московської області РФ.

## Історія театру
Театр було засновано у 1989 році у місті Актау, тодішньої Казахської РСР. Перша вистава, якою театр дебютував 9 вересня 1990 року став «Секрет», який відтоді не сходить з його сцени. У зв’язку з розпадом СРСР трупа театру перебралась у місто Архангельськ, а з 2004 року переїжджає у Московську область. З 2008 року театр базується у місті Зарайську.

## Участь у фестивалях
Театр «Колібрі» учасник ряду театральних фестивалів: 
1995 Фестиваль вуличних театрів в Архангельську
2004 Фестиваль «Пеновські Кук-у-реки» сел. Пено Тверська область
Фестиваль «Російський Балаган» м. Москва.
2005 Фестиваль «Муравейник» м. Іваново
Фестиваль "Московські Канікули" м.Москва. Приз глядацьких симпатій за виставу "Секрет". 
2006 Фестиваль "Різдвяні Казки" м.Москва.
2007 Фестиваль "Московські Канікули"-2007, м.Москва. 
Фестиваль "ПоМост" м. Новокуйбишевськ. 
2008 Фестиваль «Московські Канікули» м. Москва.
Фестиваль «Оренбурзький Гарбузник» м. Оренбург. 

## Трупа театру
Основою театральної трупи театру є подружжя відомих акторів Рум’янцевих: Федора Васильович та Наталії Анатоліївни. Федір Рум’янцев працює в театрі з 1992 року актором та режисером. Також він знімався у ряді дитячих кінофільмів. З 1990 року незмінним керівником театру а також режисером та актрисою театру є Наталія Рум’янцева.